# 秀麻乡
秀麻乡，是中华人民共和国青海省海南藏族自治州同德县下辖的一个乡镇级行政单位。

## 行政区划
秀麻乡下辖以下地区：
三巴村、豆素村、木合村、达哇村、宁龙村、豆龙村、德格村和老虎村。